# Ociaskowo
Ociaskowo (kaszb. Òciôskowò) – osada  w Polsce na Pojezierzu Bytowskim położona w województwie pomorskim, w powiecie bytowskim, w gminie Studzienice. 
Ta mała osada kaszubska – wchodzi w skład sołectwa Łąkie. W kierunku zachodnim znajduje się rezerwat przyrody Cechyńskie Małe.
W latach 1975–1998 miejscowość administracyjnie należała do województwa słupskiego.